# جیووانی سرائو
جیووانی سرائو (انگلیسی: Giovanni Serao؛ زادهٔ ۲ مارس ۱۹۷۷) بازیکن فوتبال اهل ایتالیا است.
از باشگاه‌هایی که در آن بازی کرده‌است می‌توان به باشگاه فوتبال هلاس ورونا، باشگاه فوتبال پادوا، باشگاه فوتبال رجانا، باشگاه فوتبال نووارا، و باشگاه فوتبال اسپال اشاره کرد.